# Sepik

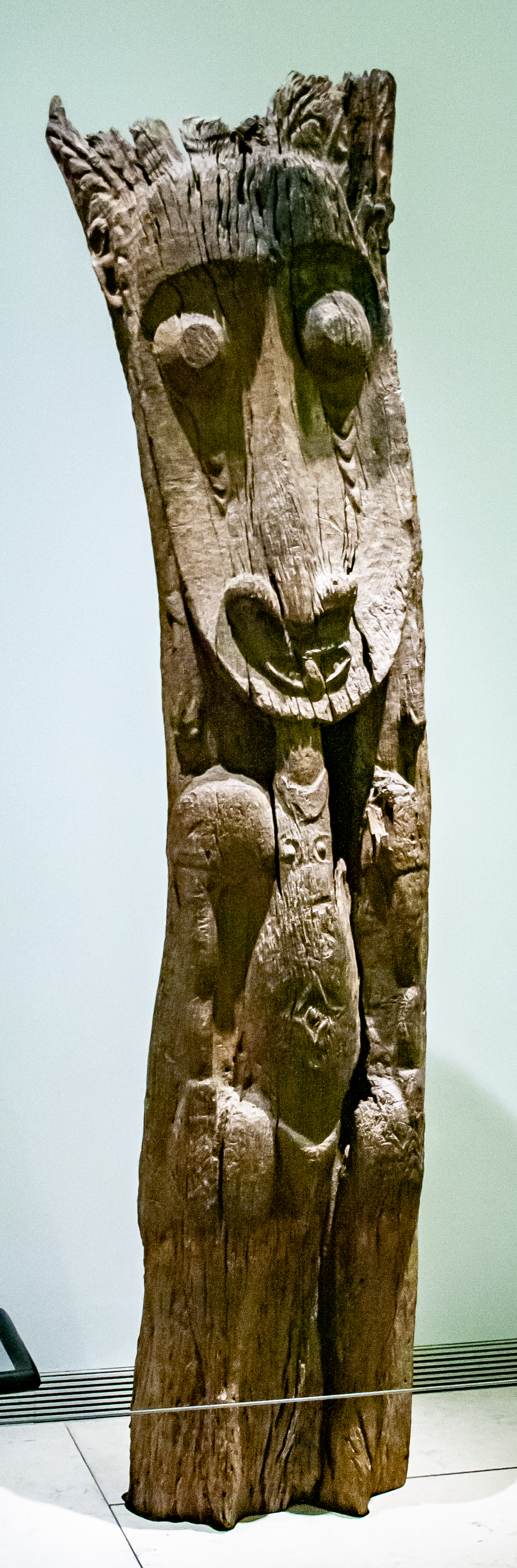
A 20. század első felében készült faragott oszlop, latmul etnikum, a Sepik folyó mentén

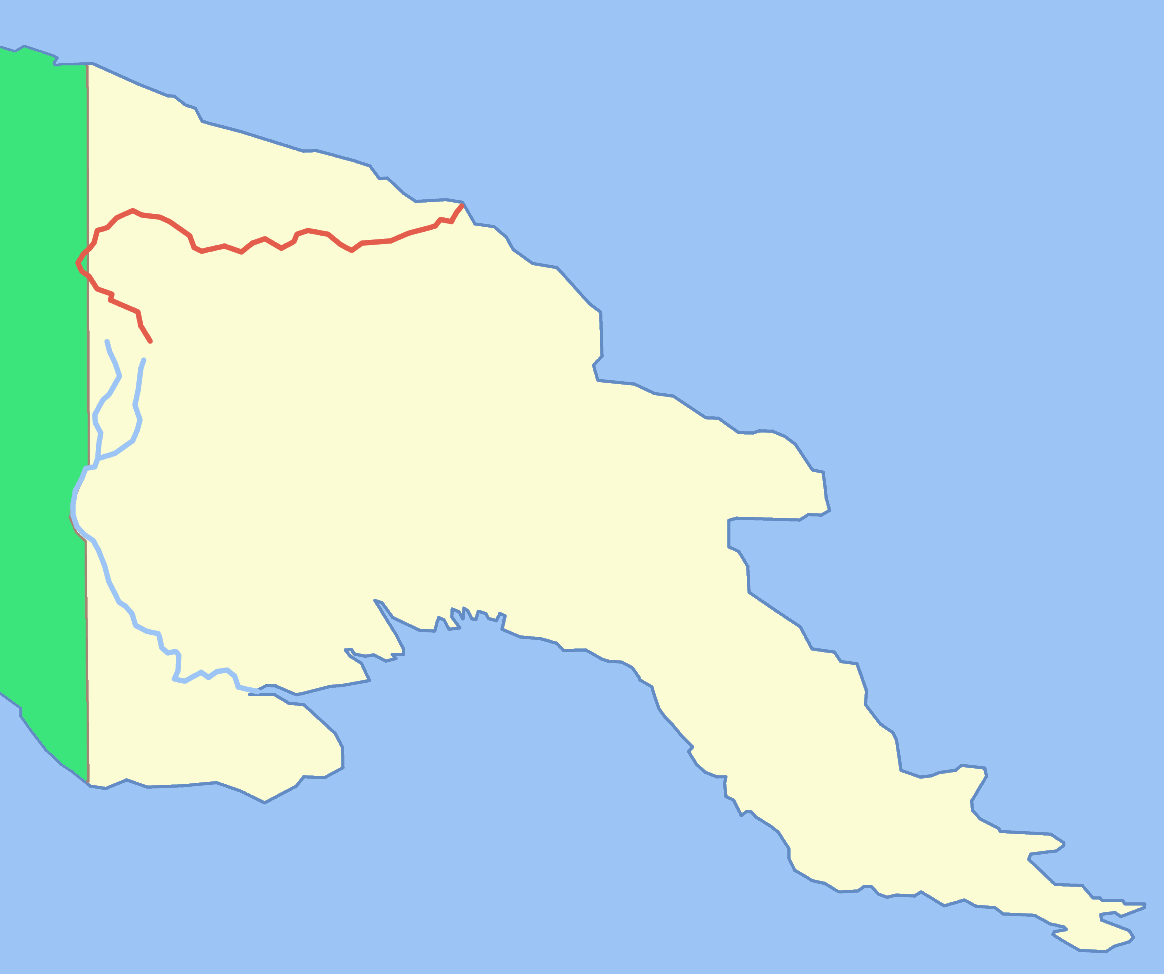
Pozíció Új-Guinea térképén

A Sepik folyó Új-Guinea szigetének leghosszabb folyója és a Fly után a második legnagyobb Óceániában a vízhozamot tekintve. A folyó nagy része a Pápua Új-Guinea Sandaun (korábban Nyugat-Sepik) és Kelet-Sepik tartományokon folyik át, egy kisebb szakaszon pedig az indonéz Pápua tartományon halad keresztül.

## Földrajza
A Sepik viszonylag nagy vízgyűjtő területtel rendelkezik, amely mocsaras területeket, trópusi esőerdőket és hegyeket tartalmaz. Az ázsiai–csendes-óceáni térség legnagyobb érintetlen édesvízi élőhelye lenne, de valójában a 20. század közepe óta számos hal- és növényfajt telepítettek bele.
A medence nagy része azonban háborítatlan környezet, a vízgyűjtőn nem találhatóak jelentősebb városok, bányászati és erdészeti tevékenységek.
A folyó néhol 70 kilométer széles árteret hozott létre kiterjedt holtágú mocsarakkal. Az ártéren körülbelül 1500 holtág és egyéb tó található, amelyek közül a legnagyobbak a Chambri-tavak.

## Vízrajza
A folyó Pápua Új-Guinea középső hegyvidékén, a Victor Emanuel-hegységben ered mintegy 2170 méteres magasságban. A Telefomin településtől északnyugat felé halad, és Yapsei közelében hagyja el végleg hegyvidéket. A síkságon kanyargó iszapos lomha folyam 250–500 m széles és helyenként 35 m mély, a nagyon mély folyók közé tartozik. Számos mellékfolyó érkezik a Bewani- és a Torricelli-hegységből északon, valamint délről a Központi-hegységből, beleértve a Yuat folyót, amely a Sepik legnagyobb mellékága.
A Sepik keskeny tölcsértorkolaton keresztül folyik a tengerbe, körülbelül 100 kilométerre keletre Wewak városától. Kisebb hajókkal szinte a teljes hosszán, nagyobb hajókkal mintegy 500 km-en járható. Vízgyűjtője 3390 mm csapadékot kap (ebből mintegy 2116 mm kerül lefolyásra), így ez a folyó Új-Guinea szigetének második legbővebb vizű folyama (és a harmadik legnagyobb vízhozamú szigeti folyó a már említett Fly és a borneói Kapuas után).

## Ökológia
A Sepik folyó Pápua Új-Guinea északi, felhős erdős hegyeiből eredő forrásától kelet felé, több mint 1100 km-en keresztül kanyarog le a tengerig trópusi esőerdőkön és síkvidéki mangrovékon keresztül, amelyek a biológiai sokféleség szempontjából globális jelentőségű élőhelyeket és helyi közösségeket tart el. 1500 tóval és egyéb vizes élőhellyel a Sepik Pápua Új-Guinea leghosszabb szabadon folyó folyórendszere. Ez egyben az egyik legnagyobb és leginkább érintetlen édesvízi medence az egész Ázsia-csendes-óceáni régióban, amely 200 ökorégiót, három endemikus madárterületet és három növénydiverzitás-központot foglal magában. A Felső-Sepik medence közel került ahhoz, hogy 2006-ban a világörökség részének, míg magát a folyót 2017-ben nemzetközi jelentőségű Ramsari vizes élőhelynek nyilvánítsák. Bár a Sepik-medence Pápua Új-Guinea egyik legkevésbé fejlett területe, ennek ellenére mintegy 430 ezer embernek ad otthont, akiknek megélhetése szinte teljes mértékben a folyótól és a környező erdőktől függ. A Sepik folyó táplálékot, ivóvizet, mosást és szállítást biztosít számukra, és hordalékával megtermékenyíti partjait, amelyek gyümölcs- és zöldségkerteket, szágó- és dohányültetvényeket tartanak fenn. A helyi gazdaság a szágó, a hal, az édesvízi garnélarák, az angolna, a teknősök, valamint a krokodilok tojásának, bőrének és húsának értékesítésére épül.
Pápua Új-Guinea gazdag természeti erőforrásai most katasztrofálisnak bizonyulhatnak a Sepik folyó lakossága számára. A folyó medencéjében található hatalmas rézbányákból származó potenciális haszon felülírja a folyóra és a környező erdőkre támaszkodó közösségekre és fajokra gyakorolt hatásokkal kapcsolatos aggodalmakat. A PanAust – egy Ausztráliában bejegyzett, de valójában kínai állami tulajdonú vállalat – az ország legnagyobb és a világ egyik legnagyobb bányájának fejlesztése előtt áll, amely a régió réz-, ezüst- és aranylelőhelyeihez jut. A Frieda folyó, a Sepik egyik fő mellékfolyójának óriási terve magába foglalja magát a külszíni bányát, valamint egy vízerőművet, egy elektromos hálózatot, valamint út-, légi- és tengeri kikötő építését. Tartalmaz egy zagytározót is (ahol a bányászati hulladékot és a mérgező melléktermékeket tárolják), amely két és félszer akkora, mint Sydney kikötője. A következő 30 évre 1,5 milliárd dollárra becsült éves bevétellel nem nehéz megérteni, hogy a PanAust és támogatói miért akarják a projektet. Eközben a helyi közösségek viselik a társadalmi és környezeti hatások legnagyobb részét.
Az ellenzők arra figyelmeztetnek, hogy a bánya katasztrófa lenne: a magas szeizmikus aktivitás és szélsőséges esőzések miatt (a Frieda vízgyűjtőjén elérheti a 9000 mm-t az évi átlag) nagy az esélye a zagygát károsodásának. A mintegy 16 000 hektáros bányászati tevékenység a vízgyűjtőn belül pusztítja a helyi régiót, még katasztrofális gátszakadás nélkül is. A bánya működtetéséhez szükséges vízerőmű-gát súlyosan érinti a Sepik természetes áramlását, és a bányákból származó mérgező vegyszerek tönkretehetik a folyót.